# 贊斯特拉法
贊斯特拉法（Zanstra method）是用來確定行星狀星雲中央恆星表面溫度的一種方式，由荷蘭天文學家赫爾曼·贊斯特拉於1927年提出。
本方式假設星雲對於萊曼連續譜是光學厚的，因此來自中央恆星的游離光子都在星雲內部被吸收了。基於前述假設，恆星參考頻率與 Hβ 等星雲譜線頻率的比值可以判定中央恆星表面的有效溫度。

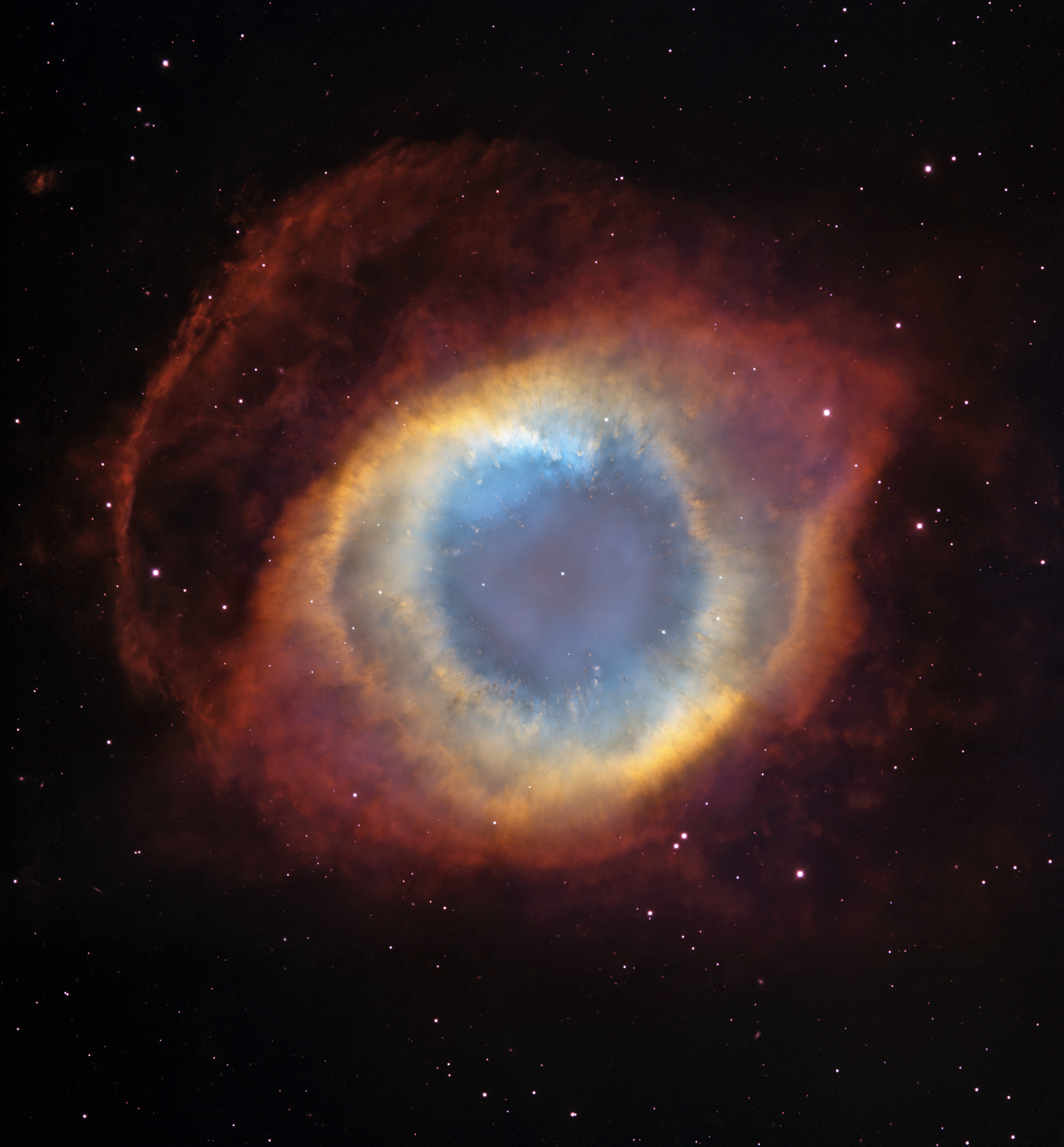
行星狀星雲螺旋星雲（NGC 7293）
Credit: NASA, ESA, and C.R. O'Dell (Vanderbilt University)

## 贊斯特拉法在氫組成的星雲之應用
對於完全由氫組成的星雲，電離平衡狀態是每單位時間來自中心恆星的游離光子數必須和質子與電子在星雲的斯特龙根球內組成中性氫的再結合率達成平衡狀態。電離必須是由頻率至少為 {\displaystyle \nu _{0}} 的輻射引發，對應於氫的電離勢為13.6 eV：
{\displaystyle \int _{\nu _{0}}^{\infty }{\frac {L_{\nu }}{h\nu }}d\nu =\int _{0}^{r_{1}}n_{p}n_{e}\alpha _{B}dV}
在此，{\displaystyle r_{1}} 是斯特龙根球的半徑，而 {\displaystyle n_{p}}、{\displaystyle n_{e}} 分別是質子和電子的數密度。星雲中心恆星的光度以 {\displaystyle L_{\nu }} 表示，{\displaystyle \alpha _{B}} 則是激發態氫原子的复合系数。
由星雲內 Hβ 譜線釋放的光子數與中心恆星造成的游離光子數比值可由以下公式推測：
{\displaystyle {\frac {L_{\nu _{H\beta }}}{\int _{\nu _{0}}^{\infty }{\frac {L_{\nu }}{h\nu }}d\nu }}\approx h\nu _{H\beta }{\frac {\alpha _{H\beta }^{\text{eff}}}{\alpha _{B}}}}
{\displaystyle \alpha _{H\beta }^{\text{eff}}} 是 Hβ譜線的有效復合係數。
給定恆星參考頻率{\displaystyle \nu _{s}}，則贊斯特拉比率（Zanstra ratio）的定義為：
{\displaystyle Z={\frac {L_{\nu _{s}}}{\int _{\nu _{0}}^{\infty }{\frac {L_{\nu }}{h\nu }}d\nu }}=h\nu _{H\beta }{\frac {\alpha _{H\beta }^{\text{eff}}}{\alpha _{B}}}{\frac {F_{\nu _{s}}}{F_{H\beta }}}}
{\displaystyle F_{\nu _{s}}} 和 {\displaystyle F_{H\beta }} 分別是恆星參考頻率和 Hβ 譜線的光通量。如使用第二個公式，贊斯特拉比率就可經由實際觀測判定。另一方面，應用恆星大氣模型時可依照中心恆星的表面有效溫度計算出贊斯特拉比率的理論值。相較於觀測得到的比率，該比率的理論值可能是固定的。